# Amor Amor (volume 1)
A primeira temporada de Amor Amor, intitulada de volume 1, foi exibida na SIC de 4 de janeiro a 2 de outubro de 2021.
Conta com Ricardo Pereira, Joana Santos, Paulo Rocha, Maria João Bastos, Filipa Nascimento, Ivo Lucas, Joana Aguiar e Luísa Cruz nos papéis principais.

## Produção

### Desenvolvimento

Penafiel é utilizada como cenário para a telenovela.

Pedro Lopes, foi anunciado como o autor da novela, mas meses mais tarde foi revelado que na verdade seria Ana Casaca, uma autora estreante, que iria escrever a novela, sendo a novela intitulada como «um projeto inovador». No génerico da novela, foi revelado que a história teria sido uma ideia original da SIC, canal que transmite a novela.
A novela teve como título provisório “Bate Coração”, sendo o título mais tarde oficializado para “Amor Amor”.
O cantor Toy é o diretor musical da novela e quem é o responsável por dirigir as vozes dos atores envolvidos no projeto, sendo as músicas escritas por ele cantadas por algumas das personagens da novela, exceto a primeira música da novela, “Do Lado do Amor”, uma vez que a música já estava escrita antes da SIC convidar o Toy para escrever as canções da novela. Num todo, foram escritas 44 músicas para a novela.

### Escolha do elenco
Os atores Rogério Samora e José Fidalgo foram uns dos primeiros nomes anunciados para estar na novela, juntando-se a eles nomes como Rita Blanco, Mariana Pacheco, João Catarré, Renato Godinho, Pedro Carvalho, Joana Pais de Brito, Rui Unas, Guilherme Moura, Luciana Abreu, Fernando Rocha, Melânia Gomes, Mariana Venâncio, Manuel Cavaco, Bárbara Norton de Matos, Débora Monteiro, Inês Pires Tavares, Rosa do Canto, Almeno Gonçalves, Margarida Carpinteiro, João Bettencourt e Francisco Fernandes. Depois da estreia da novela, foi revelado que o elenco da novela iria ter o reforço dos atores Madalena Alberto e João Baptista.
Para o elenco principal da novela os primeiros nomes a surgirem foram os de Joana Santos e Maria João Bastos, juntando-se a elas Paulo Rocha, Ricardo Pereira, Luísa Cruz, Filipa Nascimento, Ivo Lucas e Joana Aguiar.
Artistas como Mónica Sintra e Ágata foram confirmadas para fazer uma participação especial na novela.

### Contratempos no elenco e gravações da novela
Com a mudança de Alexandra Lencastre para a SIC foi revelado que iria estar no elenco principal da novela, porém mais tarde, a atriz decidiu com o diretor-geral e diretor de enternimento e ficção da SIC que iria deixar a novela para poder compatibilizar todos os projetos que estavam em mãos da atriz, a nível pessoal e profissional, tornando-se mais adequado que só entrasse mais à frente na trama da novela, sendo substituída por Luísa Cruz, cuja sua personagem inicial acaba por ser atribuída à atriz Rosa do Canto. Tal como prometido, a autora arranja a Alexandra Lencastre uma nova personagem e começa a gravar a 11 de fevereiro de 2021, no papel de Julieta Serrão, fazendo-a ter um ritmo frenético nas gravações e ainda usufruir de 15.000€ mensais enquanto estivesse a gravar, um valor superior ao de Ricardo Pereira, o protagonista da novela. Dias depois, Alexandra Lencastre testa positivo à Covid-19 e é posta a hipótese de a afastar da novela caso não recuperasse a tempo de retomar as gravações que já se encontravam na reta final, acabando mesmo por ser afastada pela segunda vez consecutiva, sendo substituída pela atriz Madalena Alberto.
A atriz Maria João Bastos começou a ser um nome falado que poderia estar em negociações para estar no elenco principal na novela, tal como a atriz Inês Castel-Branco que também estava em negociações para o mesmo papel, porém, Inês Castel-Branco acabou por não aceitar participar no projeto devido à sua transferência para a TVI, e a atriz Maria João Bastos acabou por ficar com o papel, sofrendo algumas alterações na sua personagem para se enquadrar melhor à atriz. Devido ao atraso nas gravações, Maria João Bastos acabou por ter que abandonar a trama mais cedo para gravar um outro projeto, sendo arranjado um final antecipado para a sua personagem, terminando as gravações a 15 de março de 2021.
Anunciado como um dos protagonistas da novela, que assinalaria o regresso do ator Diogo Morgado à SIC, o ator optou mais tarde por querer continuar na TVI e foi substituído por outro ator.
O ator Júlio César havia sido confirmado na novela, mas devido a um problema de saúde do filho foi afastado do projeto, sendo substituído pelo também ator Almeno Gonçalves, havendo as devidas alterações na personagem para que se enquadre com o ator.
A cantora e atriz Simone de Oliveira também foi confirmada na novela como uma contratação surpresa durante a emissão do Casa Feliz, mas devido aos seus problemas de saude acabou por ser substituída pela atriz Margarida Carpinteiro.
A 5 de dezembro de 2020, o ator e cantor Ivo Lucas sofre um acidente de carro com a cantora e sua namorada Sara Carreira, que causou a morte da cantora e tendo Ivo Lucas ficado em estado grave no hospital, acabando por ser decidido pela SIC adaptar a história para permitir a ausência da personagem durante um espaço de tempo para a personagem regressar quando o ator se sentisse capaz de voltar a gravar, tendo o ator regressado às gravações a 14 de janeiro de 2021.
Devido ao atraso nas gravações da novela, a atriz Rita Blanco acabou por abandonar a trama mais cedo, saida essa que estava inicialmente planeada para uma fase posterior da trama, devido à atriz ter que gravar um filme, tendo sido arranjado um final antecipado para a sua personagem.
Dias antes da estreia da novela, foi revelado numa das fotos publicadas no site da SIC, que a atriz Mikaela Lupu iria estar na novela, no papel de Sandra, e que, por algum motivo desconhecido, foi substituída pela Joana Aguiar.
A atriz Joana Santos, para ter aceitado fazer parte do elenco principal da novela, exigiu à SP Televisão e à SIC poder levar a filha bebé para o estúdio para aceitar protagonizar o projeto devido à sua filha ainda estar na fase de amamentação, tendo a SIC aceite a sua exigência.

### Gravações
As gravações do volume 1 começaram a 12 de outubro de 2020 e terminaram a 7 de abril de 2021. As gravações em estúdio decorreram na produtora SP Televisão e os exteriores decorreram na cidade de Penafiel.
As imagens aéreas de Luxemburgo e as cenas da história passadas no princípio do volume 1 foram gravadas em Portugal por razões de segurança sanitária, dos atores e produção da novela devido ao novo coronavírus (COVID-19).

## Sinopse
Em terra de emigrantes é no verão que tudo ganha vida. A música popular é a cadência que invade as ruas e a banda sonora para muitas histórias de amor. Mas, tal como nas baladas, nem todas têm um final feliz… Esta é a história de Linda Sousa (Madalena Almeida) e Romeu Pereira (Luís Ganito), que são os melhores amigos desde a infância.
Estamos em 1999, e chega o dia do aniversário de Romeu. Linda decide oferecer-lhe uma canção escrita por si, tendo como inspiração o amor dos dois. Os dois envolvem-se e Linda fica grávida. Depois de se envolverem, Romeu e o seu pai Anselmo (Adriano Carvalho) partem em digressão com a sua banda, acabando por se deixar envolver com uma das suas integrantes, a Vanessa (Inês Sá Frias).
Quando Linda se apercebe que Romeu deixou de falar com ela, sem qualquer justificação, decide procurá-lo, acabando por o pai de Romeu, que se encontrava alcoolizado, tropeçar nos pés de Linda, depois de uma briga com os dois jovens junto ao rio, sendo dado como morto, enquanto Vanessa, que se encontra grávida de Anselmo, assiste a tudo.
Para salvar Romeu da ira do pai, Linda torna-se responsável pela suposta morte de Anselmo. Linda e Romeu fazem um pacto de silêncio e decidem fugir no dia seguinte. Vanessa, devidamente aconselhada pela sua irmã malvada Ângela (Margarida Bakker), decide denunciar Linda à polícia, para ficar com Romeu.
Linda, que julga ter sido traída por Romeu, foge para o Luxemburgo, onde é acolhida pelos pais de Bruno Ribeiro (Miguel Taborda), que sempre teve uma paixão por Linda, apesar de estarem longe um do outro, mesmo quando Bruno ia a Portugal.
Magoado com a partida de Linda e decidido a seguir com sua a vida para a frente, Romeu acaba por aceitar a proposta de Ângela lhe transformar num grande cantor, impondo a condição de ele casar com Vanessa e assumir o seu bebé, que Romeu julga ser seu, passando a adotar o apelido artístico Santiago.
Agora como Romeu Santiago, meses depois, dá um concerto no Luxemburgo e pede Vanessa em casamento em pleno espetáculo, decidando-lhe a música que foi escrita por Linda, afirmando que a escreveu para Vanessa. Em choque, Linda assiste a tudo e nesse mesmo momento, Linda, que até então tinha escondido a sua gravidez de todos, à exceção de Bruno, e Vanessa entram as duas em trabalho de parto nessa noite e dão à luz duas meninas no mesmo hospital.
Quando uma terrível tempestade ocorre na cidade de Luxemburgo, faz com que haja uma falha no sistema elétrico do hospital, e no meio da confusão, as enfermeiras trocam as identificações das meninas. Assim, sem saberem de nada, Linda e Vanessa criam a filha uma da outra sem saberem.
Vinte anos depois, Linda (Joana Santos) e Romeu (Ricardo Pereira) voltam a cruzar-se. Romeu tornou-se no rei da música popular portuguesa e em conjunto com a sua cunhada, Ângela (Luísa Cruz), comanda os destinos da editora que tem lançado vários cantores no mercado português, a Lua-de-Mel.
Parte desses cantores, fazem parte a dupla Sandy (Joana Aguiar) e Leandro Vieira (Ivo Lucas). Sandy é a filha de Linda e Romeu que Vanessa (Maria João Bastos) criou juntamente com Romeu sem saberem da verdade. Como queria ser cantora e não conseguia ter uma grande voz, Romeu contratou Leandro para fazer dupla com ela. E é Leandro que encontra Mel (Filipa Nascimento), num dos jardins do Luxemburgo, um diamante musical em bruto. Quando ouve a sua voz, Romeu fica deslumbrado e convida-a para fazer uma audição na sua editora em Portugal.
Mas acontece que Mel é a filha de Vanessa e Anselmo criada por Linda e Bruno (Paulo Rocha) sem saberem. Quando Mel conta a Linda que recebeu um convite para ir a uma audição da editora de Romeu, Linda proíbe a filha de ir à audição ela foge, acabando com a Linda a vir atrás da filha.
Já em Portugal, Linda e Romeu reencontram-se na inauguração da Feira dos Bigodes, um espaço que ele reabilitou, e quando o ouve a cantar a canção que lhe escreveu, desmascara-o em público. Linda e a família regressam a Portugal e abrem o Disco Disse, um bar de Karaoke que disputa clientes com a Hamburgueria de Romeu.
Rita Gomes (Joana Pais de Brito) e Gabriel Torres (Rui Unas), trabalham na editora de Romeu, e são eles que lhe criam as suas canções de sucesso, sem terem o seu talento reconhecido. Na mesma editora, circula a diva Paloma (Rita Blanco), cuja carreira se encontra estagnada. Ela tem vindo a perder a voz devido ao esforço exigido por Ângela, a sua melhor amiga. Ângela é amante do seu marido, Cajó (Rogério Samora), velho amigo de Romeu dos tempos da banda e do seu pai.
Quando se revela que Anselmo (Almeno Gonçalves) se encontra vivo, ele reaparece para infernizar a vida dos que fizeram sucesso às custas dele, e Linda e Romeu, que têm uma relação que caminha entre o amor e o ódio, terão de unir-se contra um mal comum.
Tendo como ambiente a cidade de Penafiel, “dominada” pela influência do rei da música popular portuguesa, a trama atravessa vários núcleos como o núcleo dos bombeiros e das suas respectivas famílias, onde se juntam pessoas que amam e odeiam o estilo de música de Romeu Santiago.
Nesta ‘batalha musical’, onde tem grande destaque o espaço cheio de brilho, luz e cor que é a Feira dos Bigodes, Linda e Romeu vão perceber que podem ter estado separados por um engano, mas que o amor, normalmente, é como a música, canta mais alto.

## Exibição
Originalmente, a estreia do volume 1 de Amor Amor estava prevista para o último trimestre de 2020 para substituir Terra Brava e ficar na 2.ª faixa de telenovelas da SIC. Porém, devido ao novo coronavírus (COVID-19) a estreia foi adiada para o início de 2021, acabando por substituir Nazaré e ficar na 1.ª faixa de telenovelas da SIC. A sua promoção arrancou a 4 de dezembro de 2020, tendo estreado a 4 de janeiro de 2021. A campanha de ‘últimos episódios’ do volume 1 arrancou a 14 de setembro de 2021, tendo o volume 1 terminado a 2 de outubro do mesmo ano.

### Transmissão na OPTO
Na OPTO, a plataforma de streaming da SIC, a novela teve os seus episódios de exibição na SIC disponibilizados na plataforma, tendo em todos os seus episódios antestreias com um ou vários dias de antecedência à emissão dos episódios. Todos os episódios da novela foram disponibilizados à exceção dos 1º e 87º episódios do volume 1.

### Tema do genérico
"Do Lado do Amor" de Toy, e cantada também na novela por Ricardo Pereira na personagem Romeu Santiago, foi anunciada como tema do genérico a 3 de janeiro de 2021. Cerca de quatro semanas depois, foi revelado que a partir do episódio 21, a cada semana, o genérico da novela iria ser cantado por
um ator ou atriz da novela.
| Ano  | Intérprete              | Semana                        | Episódios | Ref.   |
| ---- | ----------------------- | ----------------------------- | --------- | ------ |
| 2021 | Toy                     | 4 a 29 de janeiro             | 1-20      | [ 72 ] |
| 2021 | Ricardo Pereira         | 1 a 11 de fevereiro           | 21-29     | [ 73 ] |
| 2021 | Filipa Nascimento       | 12 a 18 de fevereiro          | 30-35     | [ 74 ] |
| 2021 | Joana Santos            | 15 a 19 de fevereiro          | 36-39     | [ 75 ] |
| 2021 | Ivo Lucas               | 22 a 26 de fevereiro          | 40-44     | [ 76 ] |
| 2021 | Mariana Pacheco         | 1 a 5 de março                | 45        | [ 77 ] |
| 2021 | Renato Godinho          | 6 a 12 de março               | 46-51     | [ 78 ] |
| 2021 | Luciana Abreu           | 13 a 19 de março              | 52-57     | [ 79 ] |
| 2021 | Melânia Gomes           | 20 a 26 de março              | 58-63     | [ 77 ] |
| 2021 | Luísa Cruz              | 27 de março a 2 de abril      | 64-69     | [ 80 ] |
| 2021 | Rui Unas                | 3 a 9 de abril                | 70-75     | ...    |
| 2021 | Maria João Bastos       | 10 a 16 de abril              | 76-81     | [ 81 ] |
| 2021 | Joana Pais de Brito     | 19 a 23 de abril              | 82-86     | ...    |
| 2021 | João Bettencourt        | 26 a 30 de abril              | 87-91     | [ 82 ] |
| 2021 | Inês Pires Tavares      | 3 a 7 de maio                 | 92-96     | [ 83 ] |
| 2021 | Francisco Fernandes     | 10 a 14 de maio               | 97-101    | [ 84 ] |
| 2021 | Mariana Venâncio        | 17 a 21 de maio               | 102-106   | ...    |
| 2021 | Rosa do Canto           | 24 a 28 de maio               | 107-110   | ...    |
| 2021 | Pedro Carvalho          | 31 de maio a 4 de junho       | 111-115   | ...    |
| 2021 | Bárbara Norton de Matos | 7 a 11 de junho               | 116-120   | ...    |
| 2021 | João Catarré            | 14 a 18 de junho              | 121-125   | ...    |
| 2021 | Fernando Rocha          | 21 a 25 de junho              | 126-130   | ...    |
| 2021 | Madalena Alberto        | 28 de junho a 2 de julho      | 131-135   | ...    |
| 2021 | Ricardo Pereira         | 5 a 9 de julho                | 136-140   | ...    |
| 2021 | Filipa Nascimento       | 12 a 16 de julho              | 141-145   | ...    |
| 2021 | Ivo Lucas               | 19 a 23 de julho              | 146-150   | ...    |
| 2021 | Mariana Pacheco         | 26 a 30 de julho              | 151-155   | ...    |
| 2021 | Renato Godinho          | 2 a 6 de agosto               | 156-160   | ...    |
| 2021 | Luciana Abreu           | 9 a 13 de agosto              | 161-165   | ...    |
| 2021 | Melânia Gomes           | 16 a 20 de agosto             | 166-170   | ...    |
| 2021 | Luísa Cruz              | 23 a 27 de agosto             | 171-175   | ...    |
| 2021 | Rui Unas                | 30 de agosto a 3 de setembro  | 176-180   | ...    |
| 2021 | Maria João Bastos       | 6 a 10 de setembro            | 181-185   | ...    |
| 2021 | Joana Pais de Brito     | 13 a 17 de setembro           | 186-190   | ...    |
| 2021 | João Bettencourt        | 20 a 24 de setembro           | 191-195   | ...    |
| 2021 | Inês Pires Tavares      | 25 de setembro a 2 de outubro | 196-202   | ...    |

### Episódios
O primeiro volume da telenovela conta com 205 episódios de produção e também na versão internacional.

## Elenco

### Elenco principal
| Ator/Atriz        | Personagem                          |
| ----------------- | ----------------------------------- |
| Ricardo Pereira   | Romeu Pereira                       |
| Joana Santos      | Linda Sousa                         |
| Paulo Rocha       | Bruno Ribeiro                       |
| Maria João Bastos | Vanessa da Silva Pinto              |
| Filipa Nascimento | Melanie «Mel» Sousa Ribeiro         |
| Ivo Lucas         | Leandro Vieira                      |
| Joana Aguiar      | Sandra «Sandy» Carina Pinto Pereira |
| Luísa Cruz        | Ângela Maria da Silva Pinto         |

### Elenco regular
| Ator/Atriz              | Personagem                     |
| ----------------------- | ------------------------------ |
| Rogério Samora (†)      | Carlos Jorge «Cajó» Antunes    |
| Margarida Carpinteiro   | Adelaide Eça de Lima           |
| Manuel Cavaco           | Amadeu Paiva                   |
| Rosa do Canto           | Maria de Lurdes Sousa          |
| José Fidalgo            | Rúben Moreira                  |
| Mariana Pacheco         | Cátia Alexandra Sousa          |
| Renato Godinho          | Vítor Filipe Mendes            |
| Luciana Abreu           | Rebeca Sofia Falcato Mendes    |
| João Catarré            | Luís Humberto Fernandes        |
| Melânia Gomes           | Rute Silva Fernandes           |
| Guilherme Moura         | Rogério Silva Fernandes        |
| Bárbara Norton de Matos | Emília Carneiro                |
| Joana Pais de Brito     | Rita Gomes                     |
| Rui Unas                | Gabriel Torres                 |
| Débora Monteiro         | Jéssica Isabel Dinis           |
| Pedro Carvalho          | Serafim Amorim                 |
| Fernando Rocha          | António Joaquim «Tó Quim» Rato |
| Inês Pires Tavares      | Dora Marisa Silva Fernandes    |
| João Bettencourt        | Lucas Miguel Sousa Ribeiro     |
| Mariana Venâncio        | Shakira «Shakirita» Fernandes  |
| Francisco Fernandes     | Márcio Filipe Mendes           |
| Madalena Alberto        | Julieta Serrão                 |
| João Baptista           | Gastão da Cruz Almeida         |

### Elenco 1989/1999
| Ator/Atriz          | Personagem           |
| ------------------- | -------------------- |
| Maria Marques       | Linda (criança)      |
| Vicente Pereira     | Romeu (criança)      |
| Luís Ganito         | Romeu (jovem)        |
| Madalena Almeida    | Linda (jovem)        |
| Miguel Taborda      | Bruno (jovem)        |
| Inês Sá Frias       | Vanessa (jovem)      |
| Margarida Bakker    | Ângela (jovem)       |
| Adriano Carvalho    | Anselmo (jovem)      |
| Margarida Serrano   | Cátia (jovem)        |
| Maria Gomes Andrade | Rute (jovem)         |
| Rui Melo            | Joaquim «Quim» Sousa |
| Rute Miranda        | Lurdes (jovem)       |
| Nuno Machado        | GNR Alcino           |
| Fernando Rodrigues  | Óscar                |
| Lígia Roque         | Lúcia                |
| Tiago Becker        | GNR E. Silva (jovem) |

### Participação especial
| Ator/Atriz       | Personagem      |
| ---------------- | --------------- |
| Rita Blanco      | Paula Antunes   |
| Almeno Gonçalves | Anselmo Pereira |

### Personagem Convidada deTerra Brava
| Ator/Atriz | Personagem    |
| ---------- | ------------- |
| Sara Matos | Elsa Santinho |

### Artistas convidados
| Ator/Atriz               | Personagem  |
| ------------------------ | ----------- |
| Toy                      | Ele mesmo   |
| Mónica Sintra            | Ela mesma   |
| Ruth Marlene             | Ela mesma   |
| Bombocas                 | Elas mesmas |
| Joana                    | Ela mesma   |
| Victor Rodrigues         | Ele mesmo   |
| Dianja                   | Ela mesma   |
| Ágata                    | Ela mesma   |
| Júlia Pinheiro           | Ela mesma   |
| Quim Barreiros           | Ele mesmo   |
| Rebeca                   | Ela mesma   |
| Sérgio Rossi             | Ele mesmo   |
| Augusto Canário & Amigos | Eles mesmos |
| Xana Carvalho            | Ela mesma   |
| Micaela                  | Ela mesma   |

### Elenco adicional
| Ator/Atriz            | Personagem                |
| --------------------- | ------------------------- |
| Artur Marques         | Manuel                    |
| Sílvia Chiola         | Solange                   |
| Gonçalo Oliveira      | Abílio Almeida            |
| Pedro Rovisco         | jornalista                |
| Estêvão Antunes       | Sérgio Travassos          |
| Alexandre Calçada     | Renato Travassos          |
| João Pinho            | Dr. Lacerda               |
| Filipa Ferreira       | Lady Julie                |
| Joana Machado Madeira | mãe da Lady Julie         |
| Filipa Leão           | Vânia                     |
| João Vieira           | Jesuíno Bandarra          |
| Filipe Crawford       | GNR E. Silva              |
| Luísa Fidalgo         | Maribel                   |
| João Raposo Nunes     | GNR Viana                 |
| Cristiano Silva       | GNR Miguel Cotrim         |
| Rui Quintas           | Dr. Saraiva               |
| Inês Faria            | Dulce                     |
| Luciana Ribeiro       | médica                    |
| Elgar do Rosário      | Jonathan Jordão           |
| Valdemar Santos       | Manel Boaventura          |
| Pedro Saavedra        | Fernando «Nando» Ventura  |
| Inês Meira            | Odília                    |
| Félix Lozano          | Ramon                     |
| Grace Mendes          | Marisa                    |
| Frederico Amaral      | inspetor da ASAE Coelho   |
| Orlando Costa (†)     | Júlio Bandeira            |
| Nuno Guerreiro        | advogado do Cajó          |
| Nina Névoa            | jornalista                |
| Sílvia Lousada        | Xana                      |
| Rui Dionísio          | Paulo                     |
| Luís Barros           | Mário                     |
| Rui Luís Brás         | Joe                       |
| André Patrício        | médico                    |
| Jorge Silva           | advogado do Bruno         |
| Carlos Sebastião      | juiz presidente           |
| Tatiana Veríssimo     | Ana                       |
| David Chan Cordeiro   | bandido                   |
| Filipa Gordo          | médica                    |
| Manuela Paulo         | assistente social         |
| Sara Aleixo           | Liliana                   |
| Joel Branco           | Alfredo                   |
| João Delgado Lourenço | conservador               |
| Vera Mónica           | guarda prisional D. Lopes |
| Tobias Monteiro       | produtor                  |
| Rodrigo Moreno        | Alexandre «Alex» Ferreira |

## Crossovers

### Crossover comTerra Brava
A 4 de março de 2021, foi revelado num post na conta de Instagram de Romeu Santiago, personagem interpretada por Ricardo Pereira na novela, que iria haver um crossover com a novela Terra Brava, também da SIC, tendo sido um pedido de Daniel Oliveira, o diretor-geral e diretor de enternimento e ficção da SIC, a Ana Casaca, a autora da novela para concretizar o crossover entre as duas tramas. Romeu Santiago (Ricardo Pereira), Cajó (Rogério Samora) e Gastão (João Baptista) são as personagens de ‘Amor Amor’ e Elsa Santinho (Sara Matos) é a personagem de ‘Terra Brava’ que se juntam no crossover.
Gravado a 4 de março de 2021, o crossover começou a ser promovido a 20 de julho e estreou uma semana depois, no dia 27.

### Crossovers comA Serra
1º crossover
A 12 de abril de 2021, foi revelado no instagram da novela e também da novela A Serra, que é também da SIC, que as mesmas novelas iriam se juntar num crossover, sendo que Leandro (Ivo Lucas) e Sandy (Joana Aguiar) são as personagens de ‘Amor Amor’ enquanto que Guida (Laura Dutra), Jacinta (Ana Marta Ferreira), Salvador (Tiago Teotónio Pereira), Tozé (António Camelier) e Nicolau (João Mota) são as personagens de ‘A Serra’ que juntas se juntam no crossover.
Gravado a 12 de abril de 2021, num evento especial na aldeia da Fraga Pequena, cenário ficcional de 'A Serra', a promoção do 1º crossover começou a 17 de abril de 2021, estreando no dia 26 do mesmo mês durante a emissão de ‘A Serra’.
2º crossover
A 20 de junho de 2021, foi revelado que a novela se iria voltar a cruzar com A Serra num crossover, sendo que Linda (Joana Santos) é a personagem de ‘Amor Amor’ enquanto que Guida (Laura Dutra), Nicolau (João Mota), Mariana (Carolina Carvalho), Carminho (Manuela Couto) e Manuel (Fernando Luís) são as personagens de ‘A Serra’ que juntas se juntam no crossover.
Gravado a 20 de junho de 2021, no Hotel, cenário ficcional de 'A Serra', a promoção do 2º crossover começou a 2 de julho de 2021 e estreou ainda no mesmo mês, no dia 9 durante a emissão de ‘A Serra’, cujo dia serviu também para comemorar o seu episódio 100.

## Média
| Média | Média     | Episódios transmitidos | Rating | Share | Ref.    |
| ----- | --------- | ---------------------- | ------ | ----- | ------- |
| 2021  | Janeiro   | 20 episódios           | 13.8   | 25.1% | [ 98 ]  |
| 2021  | Fevereiro | 20 episódios           | 14.0   | 25.0% | [ 99 ]  |
| 2021  | Março     | 27 episódios           | 13.3   | 24.1% | [ 100 ] |
| 2021  | Abril     | 24 episódios           | 13.3   | 24.3% | [ 101 ] |
| 2021  | Maio      | 21 episódios           | 12.8   | 24.0% | [ 102 ] |
| 2021  | Junho     | 22 episódios           | 13.0   | 25.5% | [ 103 ] |
| 2021  | Julho     | 22 episódios           | 12.3   | 24.3% | [ 104 ] |
| 2021  | Agosto    | 22 episódios           | 12.3   | 24.8% | [ 105 ] |
| 2021  | Setembro  | 23 episódios           | 11.7   | 23.6% | [ 106 ] |
| 2021  | Outubro   | 2 episódios            | 12.2   | 24.8% | [ 107 ] |
| Total | Total     | 202 episódios          | 12.9   | 24.6% | [ 108 ] |